# Liederbühne Robinson

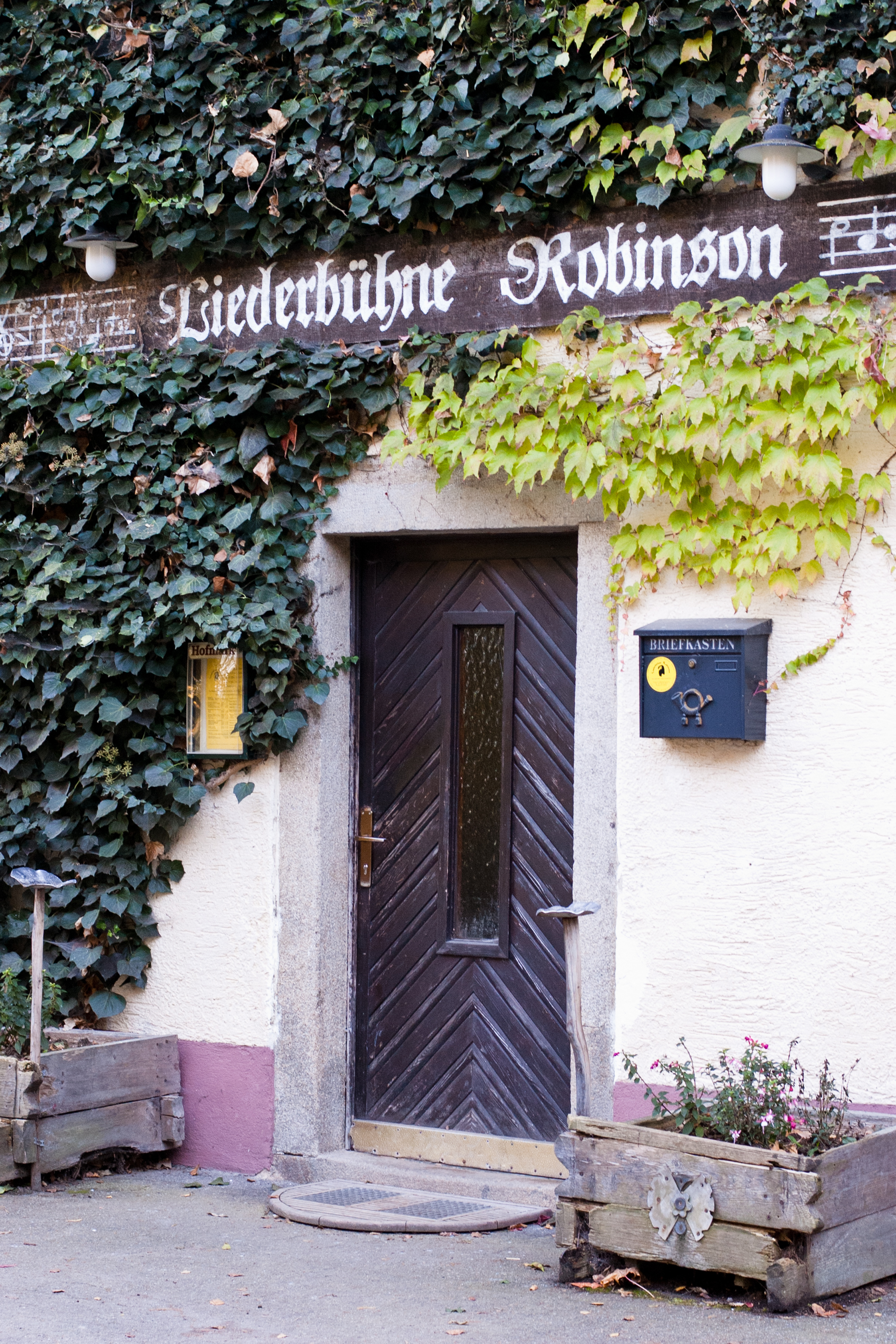
Liederbühne Robinson

Die Liederbühne Robinson ist eine deutsche Kleinkunstbühne. Sie wurde 1976 in München in der Dreimühlenstraße eröffnet. Seit 1989 befindet sie sich in Runding-Vierau. Die Kleinkunstbühne wird seit 1994 von Walter Thanner betrieben.
Interpreten wie Fredl Fesl, Hans Söllner, Andreas Giebel, Bruno Jonas, Zither-Manä und weitere hatten in der Veranstaltungslokalität ihre ersten Auftritte. Viele der heute überregional bekannten Künstler treten immer noch dort auf.

## Auszeichnungen
- 2003: Kulturpreis "Der Schauer",  Laienbühne Schorndorf e. V.
- 2006: Kulturpreis des Bezirks Oberpfalz in der Kategorie Kleinkunstbühne[5]